# First Fleet
The First Fleet (La Primera Flota) és el nom que es dona als 11 vaixells que partiren des del Regne Unit el 13 de maig de 1787 amb 10 oficials, 212 marines de la Royal Navy incloent 28 de les seves esposes, 17 infants, 81 persones lliures, 504 convictes masculins i 192 convictes femenins. En total eren 348 persones lliures i 696 presoners, per tal d'establir una colònia europea a Austràlia, a la regió que James Cook va anomenar New South Wales. La decisió de deportar els condemnats a Botany Bay va ser presa pel govern britànic el 18 d'agost de 1786, i l'organitzaren el ministre de l'Interior, Lord Sydney i el seu assistent Evan Nepean.
L'ordre governativa per establir la colònia va sortir de Londres el 6 de desembre de 1785. La Flota va ser comandada pel Capità (més tard Almirall) Arthur Phillip. Els vaixells arribaren a Botany Bay entre el 18 i el 20 de gener de 1788.
El cirurgià John White informà d'un total de 48 morts i 28 naixements durant el viatge.
Els vaixells destinats als convictes deportats eren dos antics vaixells de negrers requisats per la Royal Navy i adaptats per transportar els convictes.
D'acord amb el primer cens de 1788 com va informar el Governador Phillip a Lord Sydney, la colònia constava de: 7 cavalls, 29 ovelles, 74 porcs, 6 conills, 7 vedelles; i la població de raça blanca per a tot el país era de 1030.

## Vaixells de la First Fleet

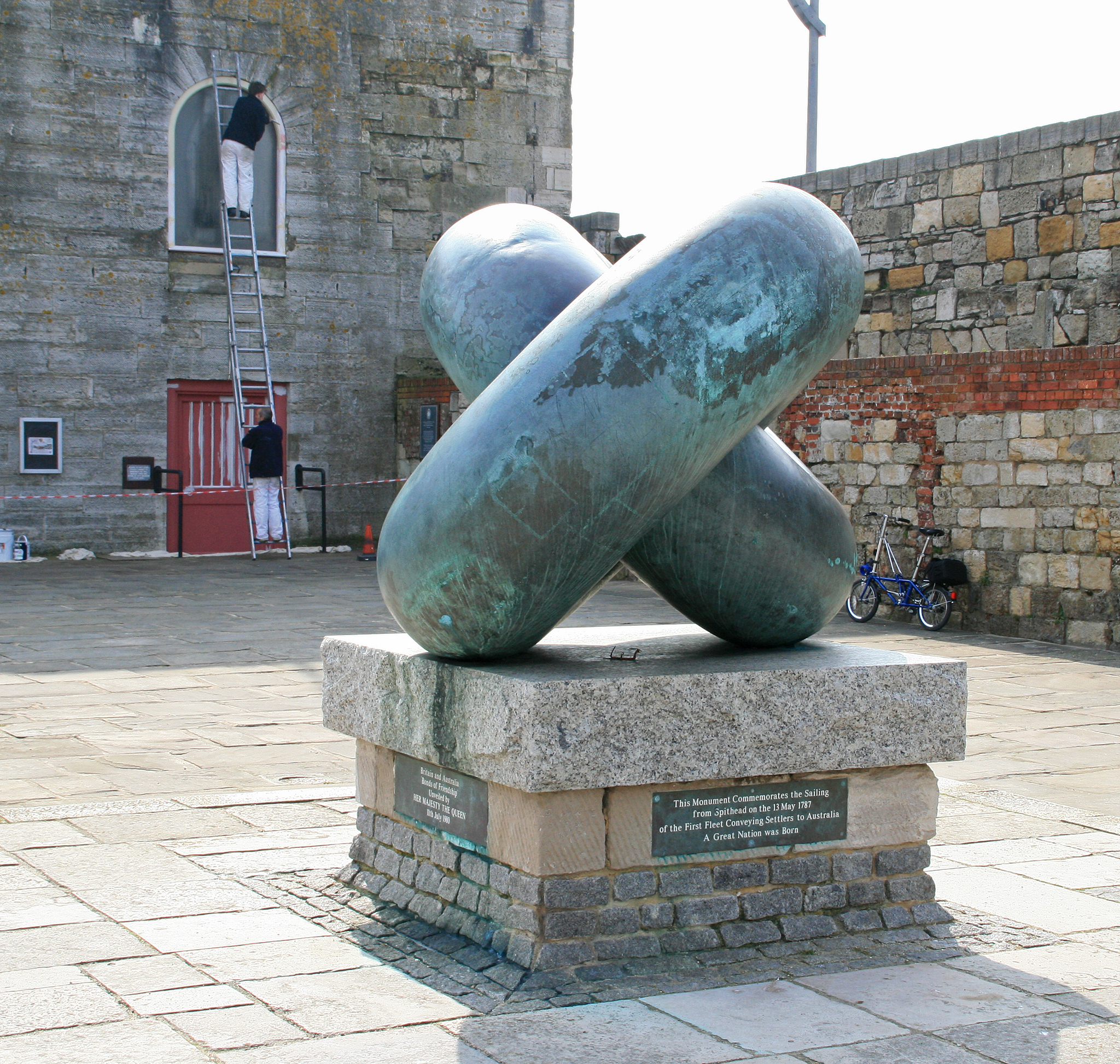
First Fleet Memorial a Portsmouth, UK..

El Governador Phillip en el seu llibre The Voyage of Governor Phillip to Botany Bay donà les segünets estadístiques
| Vaixell    | Tipus                       | Capità                     | Partida d'Anglaterra            | Arribada a Botany Bay            | Durada |
| ---------- | --------------------------- | -------------------------- | ------------------------------- | -------------------------------- | ------ |
| HMS Sirius | Vaixell bandera de la Flota | Capità John Hunter         | 13 de maig de 1787 a Portsmouth | 20 de gener de 1788 a Botany Bay | 252    |
| HMS Supply | armat                       | Capità Henry Lidgbird Ball | 13 de maig de 1787 a Portsmouth | 18 de gener de 1788 a Botany Bay | 250    |

| Vaixell         | Tipus                         | Master                 | Tripulació | Partida d'Anglaterra | Arribada a Botany Bay | Durada | Convictes masculins                          | Convictes femenins                 |
| --------------- | ----------------------------- | ---------------------- | ---------- | -------------------- | --------------------- | ------ | -------------------------------------------- | ---------------------------------- |
| Alexander       | Barque                        | Duncan Sinclair        | N/A        | 13 de maig de 1787   | 19 de gener de 1788   | 251    | 210 – dos eren amb la condicional (pardoned) | cap                                |
| Charlotte       | mariner pesant (heavy sailer) | Thomas Gilbert         | N/A        | 13 de maig de 1787   | 20 de gener de 1788   | 252    | 100                                          | 24                                 |
| Friendship      | Brig                          | Francis Walton         | N/A        | 13 de maig de 1787   | 19 de gener de 1788   | 251    | 80                                           | 24 –només fins a Cape of Good Hope |
| Lady Penrhyn    | transport                     | William Cropton Server | N/A        | 13 de maig de 1787   | 20 de gener de 1788   | 252    | cap                                          | 102                                |
| Prince of Wales | transport                     | John Mason             | N/A        | 13 de maig de 1787   | 20 de gener de 1788   | 252    | cap                                          | 100                                |
| Scarborough     | transport                     | Capità John Marshall   | N/A        | 13 de amig de 1787   | 19 de gener de 1788   | 251    | 210                                          | cap                                |

| Vaixell      | Tipus                                               | Master        | Tripulació         | Partida d'Anglaterra | Arribada a Botany Bay | Durada (dies) |
| ------------ | --------------------------------------------------- | ------------- | ------------------ | -------------------- | --------------------- | ------------- |
| Golden Grove | vaixell d'emmagatzematge (storeship)                | William Sharp | N/A                | 13 de maig de 1787   | 20 de gener de 1788   | 258           |
| Fishburn     | vaixell d'emmagatzematge (storeship)                | Robert Brown  | N/A                | 13 de maig de 1787   | 20 de gener 1788      | 258           |
| Borrowdale   | vaixell d'emmagatzematge (storeship)\| Houston Reed | N/A           | 13 de maig de 1787 | 20 de genere de 1788 | 258                   |               |

Models a escala de tots els vaixells es troben al Museu de Sydney.

## Persones de la First Fleet
El nombre de persones directament associats amb la First Fleet probablement mai se sabrà amb exactitud i totes les fonts varien lleugerament. Mollie Gillen dona la següent estadística:
|                                | Embacats a Portsmouth | Desembarcats a Sydney Cove |
| ------------------------------ | --------------------- | -------------------------- |
| Oficials i passatgers          | 15                    | 14                         |
| Tripulació del vaixells        | 323                   | 269                        |
| Marines                        | 247                   | 245                        |
| Esposes dels marines i infants | 46                    | 45 + 9 de nascuts          |
| Convictes (homes)              | 582                   | 543                        |
| Convictes (dones)              | 193                   | 189                        |
| Infants dels convictes         | 14                    | 11 + 11 de nascuts         |
| Total                          | 1.420                 | 1.373                      |

Un total de 1.420 persones han estat identificades com embarcades a la First Fleet el 1787. Es creu que 1.373 van desembarcar a Sydney Cove el gener de 1788.Mentre que els noms de la tripulació dels vaixells Siirus i Supply es coneixen, els sis vaixells de transport i els tres vaixells d'emmagatzematge podrien haver portat 110 mariners més. El total de persones que embarcaren a la First Fleet podria ser aproximadament de 1530amb unes 1483que arribaren a Sydney Cove
Els subministraments portats incloïen cordes, vidres per les finestres, fustes preparades, equipament de cuina i diverses armes. Altres articles incloïen equipament agrícola, llavors, begudes alcohòliques, èquip mèdic, grillets, cadenes (pels convictes). Es va portar una casa prefabricad per al governador, també es van transportar 5.000 maons.

## El viatges
La meteorologia al principi va ser esplèndida. La flota va ancorar a Santa Cruz de Tenerife d'on van carregar aigua, hortalisses i carn, allà els convictes tractaren d'escapar sense èxit. El 10 de juny salparen cap Rio de Janeiro, aprofitants els vents alisis i els corrents oceànics.
En la zona tropical va augmentar la calor i la humitat. A bord s'incrementaren les rates, puces i les paneroles. S'incrementaren les malalties i els morts. A més es va racionar la ració d'aigua a tres pintes per dia
Arribaren a Rio de Janeiro el 5 d'agost i s'hi estaren durant un mes. La roba de les convictes, infestades de puces, va ser cremada i se’ls va fer nous vestits a partir de la tela dels sacs d'arròs.
Salparen de Rio de Janeiro el 4 de setembre aprofitant els vents de l'oest fins al Cap de la Bona esperança al sud d'Àfrica on van arribar el 13 d'octubre. Aquest va ser el darrer port on van recabar i hi van carregar plantes i ramat que inclïa dos toros, set vaques i molt d'aviram.
Quan la mar era calmada els deportats van ser autoritzats a estar-se al pont del vaixell, a condició que la línia de terra no estigués a la vista. Per tant, els deportats no varen veure terra ferma durant nou mesos, des que embarcaren fins que van desembarcar.

Aquest va ser un dels viatges per mar de més recorregut i amb més gent del món fins aquella època, amb 11 vaixells que transportaven 1.487 persones i subministraments van viatjar durant 252 dies fent més de 15.000 milles (24.000 km) sense perdre cap vaixell.
El lloc d'arribada, Botany Bay, era una badia oberta i no protegida, a més no tenia gaire aigua potable i la terra era poc fèrtil, ela aborígens australians, de la tribu dels Iora, no eren hostils als nous vinguts però se’n malfiaven. Els arbres que els nous colons eren tan grossos que amb les eines que portaven no aconseguien tallar-los. Van acabar derribant-los amb pólvora.